# 小行星100675
小行星100675（100675 Chuyanakahara）是一颗绕太阳运转的小行星，为主小行星带小行星。该小行星于1997年12月19日发现。
該小行星以日本詩人中原中也命名。

## 轨道参数
小行星100675的轨道半长轴为391 388 247 km，2.6162316 UA，离心率为0.256。